# Maisí
Maisí es el municipio más oriental de la Provincia de Guantánamo y de Cuba. 
El municipio posee una extensión territorial aproximada de 525 km² y una población que, en 2017, era de 28.752 habitantes.
La punta de Maisí fue considerada por Colón el punto de división entre el Oriente y el Occidente, y el lugar donde se encontraba el puerto chino de Zaitún (Quanzhou) aunque nunca la conoció o desembarcó en ella. También fue por esta región que desembarcaron los conquistadores españoles en 1510, encabezados por Diego Velázquez, para dar inicio a la conquista y colonización de Cuba. 